# Sara Plummer Lemmon

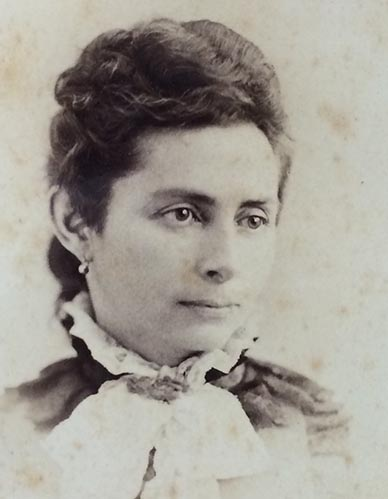
Sara Plummer, 1865

Sara Allen Plummer Lemmon (* 3. September 1836 in New Gloucester, Maine; † 15. Januar 1923 in Stockton, Kalifornien) war eine US-amerikanische Botanikerin und Malerin botanischer Illustrationen. Das Autorenkürzel ist Plummer.

## Leben
Sara Allen Plummer wurde 1836 in New Gloucester im Bundesstaat Maine geboren. Sie besuchte das Female College of Worcester (Massachusetts), zog nach New York City und arbeitete als Kunstlehrerin. Später studierte sie am Cooper Union. Während des Sezessionskriegs arbeitete sie als Krankenschwester. Plummer erkrankte an einer Lungenentzündung und nachdem sie von einem Bekannten gehört hatte, dass das Klima in Kalifornien sehr viel gesünder sei, zog sie 1869 nach Santa Barbara, wo sie sich Besserung ihrer Krankheit erhoffte. In Santa Barbara eröffnete sie ein Buch- und Schreibwarengeschäft, welches zur öffentlichen Bibliothek von Santa Barbara wurde: Sara Plummer stand in Kontakt mit Henry Whitney Bellows, einem Priester der unitarischen Kirche. Als sie diesem schilderte, dass es in Santa Barbara kaum etwas zu lesen gäbe, schickte Bellows ihr 200 Bücher und gab ihr den Rat, eine Leihbücherei zu gründen. Plummer sammelte weitere Bücher und eröffnete im März 1871 ihre Bücherei neben ihrem Schreibwarenladen. Sie war aktiv in der Gemeinde und der Entwicklung des Naturhistorischen Museums Santa Barbara und hielt Vorträge über Naturgeschichte.
Als Plummer in Santa Barbara ankam, wanderte sie viel durch die Ortschaft und das Umland. Auf diesen Wanderungen entwickelte sie ein großes Interesse für die Botanik. Sie sammelte Pflanzen und zeichnete diese. Einen schweren Unfall erlitt sie im Juli 1870, als sie aus ihrer Kutsche fiel. Darüber berichteten die örtlichen Zeitungen und sie verkündeten sogar ihren Tod. Plummer konnte sich vollständig von den schweren Verletzungen erholen.
Ihren späteren Ehemann John Gill Lemmon lernte Plummer im Jahr 1876 kennen, als er auf einer Expedition in Santa Barbara war, um Pflanzen zu sammeln. Nach seinem Umzug nach Oakland im Jahr 1877 korrespondierten sie regelmäßig. Lemmon unterrichtete sie in Botanik, und Plummer schickte ihm Zweige eines Strauches, den sie in einer Schlucht bei Santa Barbara entdeckt hatte. Ein Freund von Lemmon, der diesen Zweig begutachtete, nannte ihn zu ihren Ehren Baccharis Plummerae. Im Jahr 1880 heiratete sie John Lemmon.
Sara Plummer Lemmon verkaufte nach der Hochzeit ihre Bücherei an die Odd Fellows, die die Bücherei weiter betrieben.
John Gill Lemmon starb in Oakland am 24. November 1908, Sara Plummer Lemmon starb, nachdem sie 1913 einen Zusammenbruch erlitten hatte, in einem Pflegeheim in Stockton am 15. Januar 1923. Ihr Herbarium vermachten sie der University of California in Berkeley. Sie wurden nebeneinander auf dem Mountain View Cemetery in Oakland bestattet. Ihr Grabstein trägt die Aufschrift Partners in Botany.

## Werk

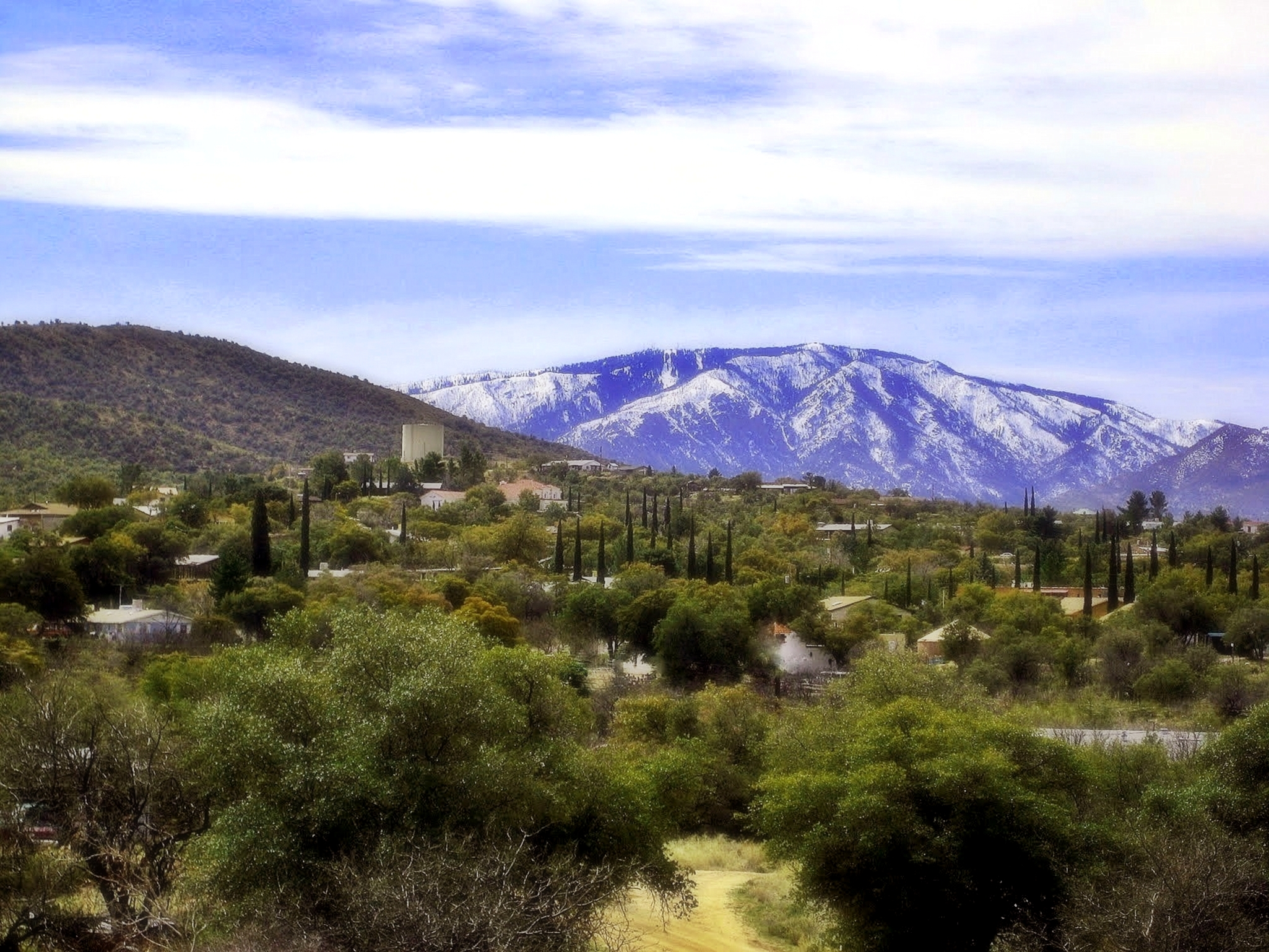
Mount Lemmon

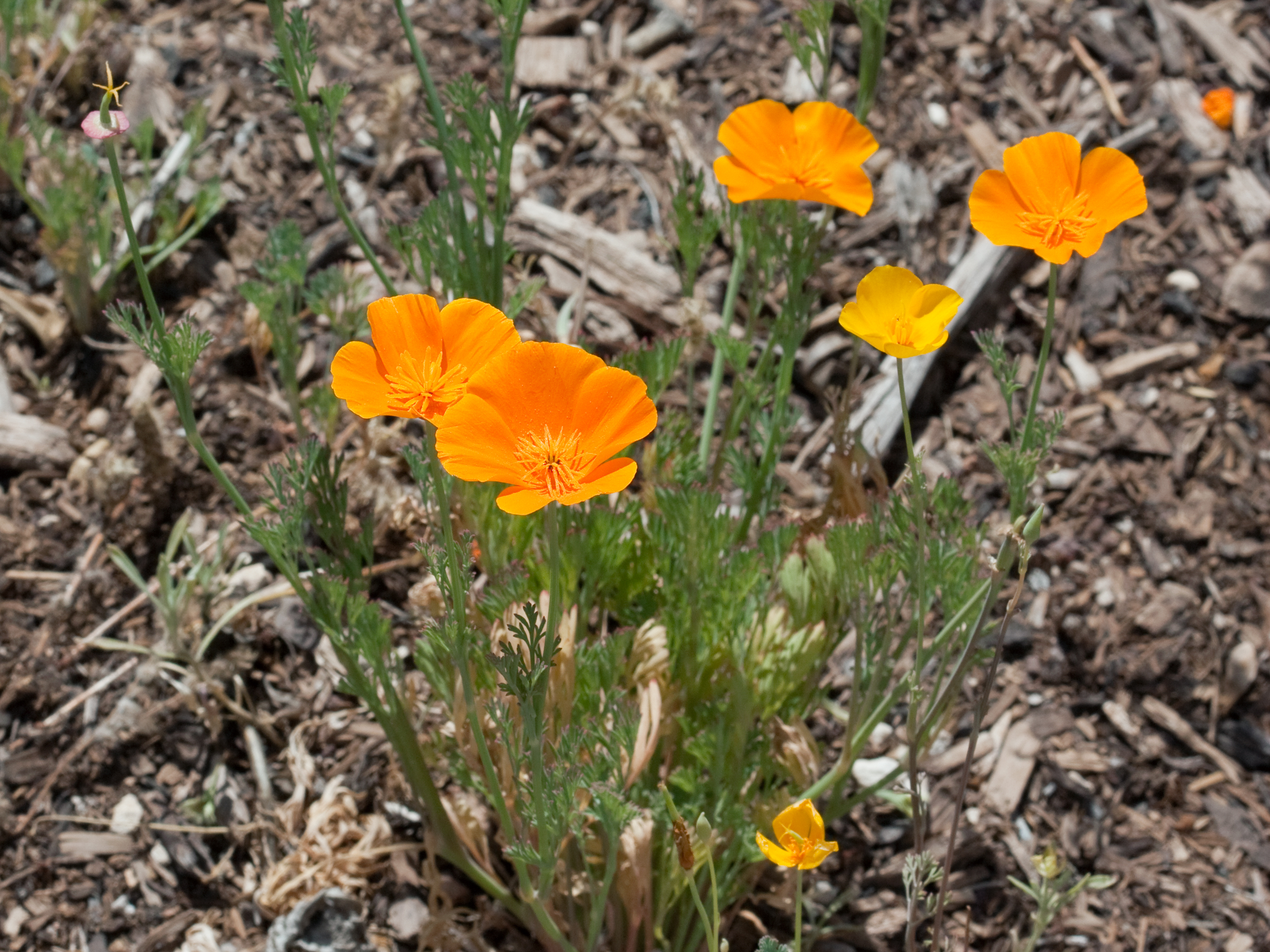
California Poppy

Sara und John Lemmon gründeten das Lemmon Herbarium und erforschten die Botanik von Kalifornien und Arizona. Ihre Hochzeitsreise im Jahr 1881, die sie selbst als Botanische Hochzeitsreise bezeichneten, führte sie nach Tucson (Arizona). Dort entdeckten sie viele neue Pflanzen. Sara Lemmon war die erste weiße Frau, die den Mount Lemmon, einen 2791 m hohen Berg in den Santa Catalina Mountains, bestieg. Dieser wurde ihr zu Ehren Mount Lemmon genannt.
Auf ihrer botanischen Hochzeitsreise im Jahr 1881 und auch auf ihren weiteren Reisen entdeckte das Ehepaar viele unbekannte Arten; viele davon wurden später von Asa Gray, dem Botaniker der Harvard University, beschrieben. Mehrere Pflanzen wurden nach Sara Plummer Lemmon benannt, wie der Woodsia plummerae, ein Farn aus der Familie der Wimperfarngewächse, oder die Plummera floribunda. Im Jahr 1994 wurde sie neu beschrieben als Unterart der Hymenoxys, Hymenoxys ambigens.
Auf der Weltausstellung 1884 in New Orleans wurden die botanischen Zeichnungen von Sara Plummer ausgestellt.
Nachdem John Lemmon von 1888 bis 1892 Staatsbotaniker der Forstbehörde des Bundesstaates Kalifornien geworden war, half Sara ihm, indem sie Pflanzenillustrationen malte.
Auf ihre Initiative, die fast zehn Jahre dauerte, ging im Jahr 1903 die Ernennung des Kalifornischen Mohns (California Poppy) als Staatsblume von Kalifornien zurück.
John Lemmon und Sara Plummer Lemmon waren als Botaniker in Kalifornien sehr bekannt. Der Anteil von Sara Lemmon in dieser botanischen Partnerschaft wird oft weniger anerkannt, und sie wird auf den Status einer Ehefrau reduziert. Dennoch sprach selbst ein Kollege der Lemmons davon, dass ein Großteil der Arbeit, für die John Lemmon geehrt wurde, auf Sara Lemmon zurückgegangen sei. Sie illustrierte alle Bücher, die sie oder ihr Mann publizierten. Sara Lemmon hat neben ihren vielfältigen Pflanzenbildern auch umfangreich über Botanik publiziert. Ein Großteil ihrer Arbeit ist allerdings verloren gegangen.
Die Lemmons entdeckten, beschrieben und benannten 110 Arten in Arizona, das entspricht etwa drei Prozent der Arten des Bundesstaates.